# Troisième circonscription du Pas-de-Calais
Pour les articles homonymes, voir Troisième circonscription du Pas-de-Calais de 1986 à 2012.
La troisième circonscription du Pas-de-Calais est l'une des douze circonscriptions législatives françaises que compte le département du Pas-de-Calais. Socialiste en 2012, au’cours de la XVe législature, elle est d'abord représentée par José Évrard puis, après la mort de ce dernier, par son suppléant Emmanuel Blairy, élus sous l'étiquette du Rassemblement national. En 2022, c’est un communiste qui l’emporte, puis en 2024 à nouveau un RN.

## Description géographique et démographique
Cette circonscription comprend les six cantons de : 
- canton d'Avion
- canton d'Harnes
- canton de Lens-Est
- canton de Lens-Nord-Est
- canton de Lens-Nord-Ouest
- canton de Noyelles-sous-Lens.

Ce regroupement de divisions administratives (cantons) est celui en vigueur pour les élections législatives de 2022.

### Démographie
D'après le recensement de la population en 2019, réalisé par l'Institut national de la statistique et des études économiques (INSEE), la population de cette circonscription est de 117 997 habitants,.

## Historique des députations
| Législature | Début de mandat | Fin de mandat  | Député            | Parti politique                | Observations                                                                                         |
| ----------- | --------------- | -------------- | ----------------- | ------------------------------ | --- |
| XIVe        | 20 juin 2012    | 20 juin 2017   | Guy Delcourt      | PS                             | Maire de Lens                                                                                        |
| XVe         | 21 juin 2017    | 7 janvier 2022 | José Évrard       | FN (2017) LP (2017) DLF (2020) | Décès                                                                                                |
| XVe         | 8 janvier 2022  | 21 juin 2022   | Emmanuel Blairy   | RN                             | Décès                                                                                                |
| XVIe        | 22 juin 2022    | 9 juin 2024    | Jean-Marc Tellier | PCF                            | Maire d'Avion Mandat écourté à la suite d'une dissolution parlementaire décidée par Emmanuel Macron. |
| XVIIe       | 8 juillet 2024  | En cours       | Bruno Clavet      | RN                             | |

## Historique des élections

### Élections de 2012
| Candidat       | Candidat                   | Parti          | Premier tour | Premier tour | Second tour | Second tour |  |
| Candidat       | Candidat                   | Parti          | Voix         | %            | Voix        | %           |  |
| -------------- | -------------------------- | -------------- | ------------ | ------------ | ----------- | ----------- |  |
|                | Guy Delcourt sortant réélu | PS             | 15 325       | 33,80        | 25 286      | 59,53       |  |
|                | Freddy Baudrin             | FN (RBM)       | 11 190       | 24,68        | 17 188      | 40,47       |  |
|                | Bruno Troni                | PCF (FG)       | 7 695        | 16,97        |             |             |  |
|                | Sophie Gauthy              | UMP (NC)       | 5 298        | 11,69        |             |             |  |
|                | Jean-François Caron        | EÉLV (MÉI)     | 3 128        | 6,90         |             |             |  |
|                | Benoni Delvallez           | Divers         | 1 078        | 2,38         |             |             |  |
|                | Monique Delevallet         | PDF            | 589          | 1,30         |             |             |  |
|                | Michel Darras              | LO             | 582          | 1,28         |             |             |  |
|                | Antoine Froissart          | NPA            | 197          | 0,43         |             |             |  |
|                | Razika Abchiche            | PRV            | 183          | 0,40         |             |             |  |
|                | Didier Gayant              | MOC            | 72           | 0,16         |             |             |  |
|                |                            |                |              |              |             |             |  |
| Inscrits       | Inscrits                   | Inscrits       | 87 348       | 100,00       | 87 344      | 100,00      |  |
| Abstentions    | Abstentions                | Abstentions    | 40 929       | 46,86        | 42 109      | 48,21       |  |
| Votants        | Votants                    | Votants        | 46 419       | 53,14        | 45 235      | 51,79       |  |
| Blancs et nuls | Blancs et nuls             | Blancs et nuls | 1 082        | 2,33         | 2 761       | 6,1         |  |
| Exprimés       | Exprimés                   | Exprimés       | 45 337       | 97,67        | 42 474      | 93,9        |  |

### Élections de 2017
Les élections législatives françaises de 2017 ont lieu les dimanches 11 et 18 juin 2017.
| Candidat    | Candidat            | Parti        | Premier tour | Premier tour | Second tour | Second tour |
| Candidat    | Candidat            | Parti        | Voix         | %            | Voix        | %           |
| ----------- | ------------------- | ------------ | ------------ | ------------ | ----------- | ----------- |
|             | José Évrard         | FN           | 11 707       | 31,69        | 16 298      | 52,94       |
|             | Patrick Debruyne    | MoDem (LREM) | 6 276        | 16,99        | 14 485      | 47,06       |
|             | Jean-Marc Tellier   | PCF          | 6 055        | 16,39        |             |             |
|             | Georges Kuzmanovic  | LFI          | 4 172        | 11,29        |             |             |
|             | Frédérique Masson   | PS           | 3 310        | 8,96         |             |             |
|             | Sabine Banach-Finez | LR           | 1 752        | 4,74         |             |             |
|             | Jamel Oufqir        | EELV         | 1 275        | 3,45         |             |             |
|             | Hugues Sion         | EXD          | 903          | 2,44         |             |             |
|             | Michel Darras       | LO           | 696          | 1,88         |             |             |
|             | Caroline Marie      | UPR          | 395          | 1,07         |             |             |
|             | Brigitte Levat      | ECO          | 259          | 0,70         |             |             |
|             | Jean-Luc Flahaut    | PDM          | 140          | 0,38         |             |             |
|             |                     |              |              |              |             |             |
| Inscrits    | Inscrits            | Inscrits     | 85 611       | 100,00       | 85 611      | 100,00      |
| Abstentions | Abstentions         | Abstentions  | 47 629       | 55,63        | 51 834      | 60,55       |
| Votants     | Votants             | Votants      | 37 982       | 44,37        | 33 777      | 39,45       |
| Blancs      | Blancs              | Blancs       | 627          | 1,65         | 1 995       | 5,91        |
| Nuls        | Nuls                | Nuls         | 415          | 1,09         | 999         | 2,96        |
| Exprimés    | Exprimés            | Exprimés     | 36 940       | 97,26        | 30 783      | 91,14       |

### Élections de 2022
Les élections législatives françaises de 2022 se déroulent les dimanches 12 et 19 juin 2022.
| Résultats des élections législatives des 12 et 19 juin 2022 de la 3e circonscription du Pas-de-Calais |                          |                          |                          |              |              |             |             |
| Candidat                                                                                              | Candidat                 | Parti et coalition       | Nuance                   | Premier tour | Premier tour | Second tour | Second tour |
| Candidat                                                                                              | Candidat                 | Parti et coalition       | Nuance                   | Voix         | %            | Voix        | %           |
| | Bruno Clavet             | RN                       | RN                       | 13 050       | 38,35        | 16 223      | 49,89       |
| | Jean-Marc Tellier        | PCF (NUPES)              | NUP                      | 12 103       | 35,57        | 16 294      | 50,11       |
| | Nicolas Bays             | LREM (ENS)               | ENS                      | 4 377        | 12,86        |             |             |
| | Alexandre Damay          | PA                       | ECO                      | 861          | 2,53         |             |             |
| | Élodie Fievet            | LEF                      | REG                      | 860          | 2,53         |             |             |
| | Guillaume Kaznowski      | REC                      | REC                      | 826          | 2,43         |             |             |
| | Arnaud Desmaretz         | PRG                      | RDG                      | 685          | 2,01         |             |             |
| | Claudine Lambre          | LR (UDC)                 | LR                       | 568          | 1,67         |             |             |
| | Michel Darras            | LO                       | DXG                      | 458          | 1,35         |             |             |
| | Vincent Caflers          | SE                       | DVD                      | 238          | 0,70         |             |             |
| Votes valides                                                                                         | Votes valides            | Votes valides            | Votes valides            | 34 026       | 97,86        | 32 517      | 93,80       |
| Votes blancs                                                                                          | Votes blancs             | Votes blancs             | Votes blancs             | 465          | 1,34         | 1 438       | 4,15        |
| Votes nuls                                                                                            | Votes nuls               | Votes nuls               | Votes nuls               | 278          | 0,80         | 712         | 2,05        |
| Total                                                                                                 | Total                    | Total                    | Total                    | 34 769       | 100          | 34 667      | 100         |
| Abstention                                                                                            | Abstention               | Abstention               | Abstention               | 48 427       | 58,21        | 48 535      | 58,33       |
| Inscrits / participation                                                                              | Inscrits / participation | Inscrits / participation | Inscrits / participation | 83 196       | 41,79        | 83 202      | 41,67       |

### Élections de 2024
|                          | Bruno Clavet             | RN                       | RN                       | 25 200 | 52,40 |  |  |
|                          | Jean-Marc Tellier        | PCF (NFP)                | UG                       | 15 530 | 32,29 |  |  |
|                          | François Queste          | RE (ENS)                 | ENS                      | 4 427  | 9,21  |  |  |
|                          | Jacques Duquesne         | UDI (UDC)                | UDI                      | 1 586  | 3,30  |  |  |
|                          | Michel Darras            | LO                       | EXG                      | 800    | 1,66  |  |  |
|                          | Michèle Lejeune          | REC                      | REC                      | 546    | 1,14  |  |  |
|                          |                          |                          |                          |        |       |  |  |
| Suffrages exprimés       | Suffrages exprimés       | Suffrages exprimés       | Suffrages exprimés       | 48 089 | 97,46 |  |  |
| Votes blancs             | Votes blancs             | Votes blancs             | Votes blancs             | 824    | 1,67  |  |  |
| Votes nuls               | Votes nuls               | Votes nuls               | Votes nuls               | 427    | 0,87  |  |  |
| Total                    | Total                    | Total                    | Total                    | 49 340 | 100   |  |  |
| Abstention               | Abstention               | Abstention               | Abstention               | 33 701 | 40,58 |  |  |
| Inscrits / participation | Inscrits / participation | Inscrits / participation | Inscrits / participation | 83 041 | 59,42 |  |  |